# Waldomiro Vergueiro
Waldomiro de Castro Santos Vergueiro (25 de setembro de 1956, Guaratinguetá) é um bibliotecário e professor de São Paulo. 
Graduado em Biblioteconomia e Documentação pela Fundação Escola de Sociologia e Política de São Paulo (FESPSP) e Mestre e Doutor em Ciências da Comunicação pela Escola de Comunicações e Artes da Universidade de São Paulo, e atua na mesma instituição como professor titular, além de exercer a chefia do Departamento de Biblioteconomia e Documentação. 
Vergueiro é fundador e coordenador do Observatório de Histórias em Quadrinhos-OHQ (antigo Núcleo de Pesquisas de Histórias em Quadrinhos), membro do Conselho Consultivo e colaborador dos periódicos especializados International Journal of Comic Art e Revista Latinoamericana de Estudios de La Historieta. Contribui ainda para portais como Omelete e Pop Corn.
Autor de diversos livros, em 2007 ganhou o Troféu HQ Mix na categoria "melhor livro teórico" pelo livro O Tico-Tico - centenário da primeira revista de quadrinhos do Brasil (co-organizado por Roberto Elísio dos Santos).